# توباسي
توباسى بلدية في ولاية بارانا في المنطقة الجنوبية من البرازيل.